# Radio 91.2
Radio 91.2 ist das Lokalradio für die Stadt Dortmund. Es ging am 14. September 1991 als DO 91,2 (DO Einundneunzig zwo) auf Sendung und bekam seine Lizenz von der Landesanstalt für Medien Nordrhein-Westfalen. Chefredakteur ist Mathias Scherff.

## Programm

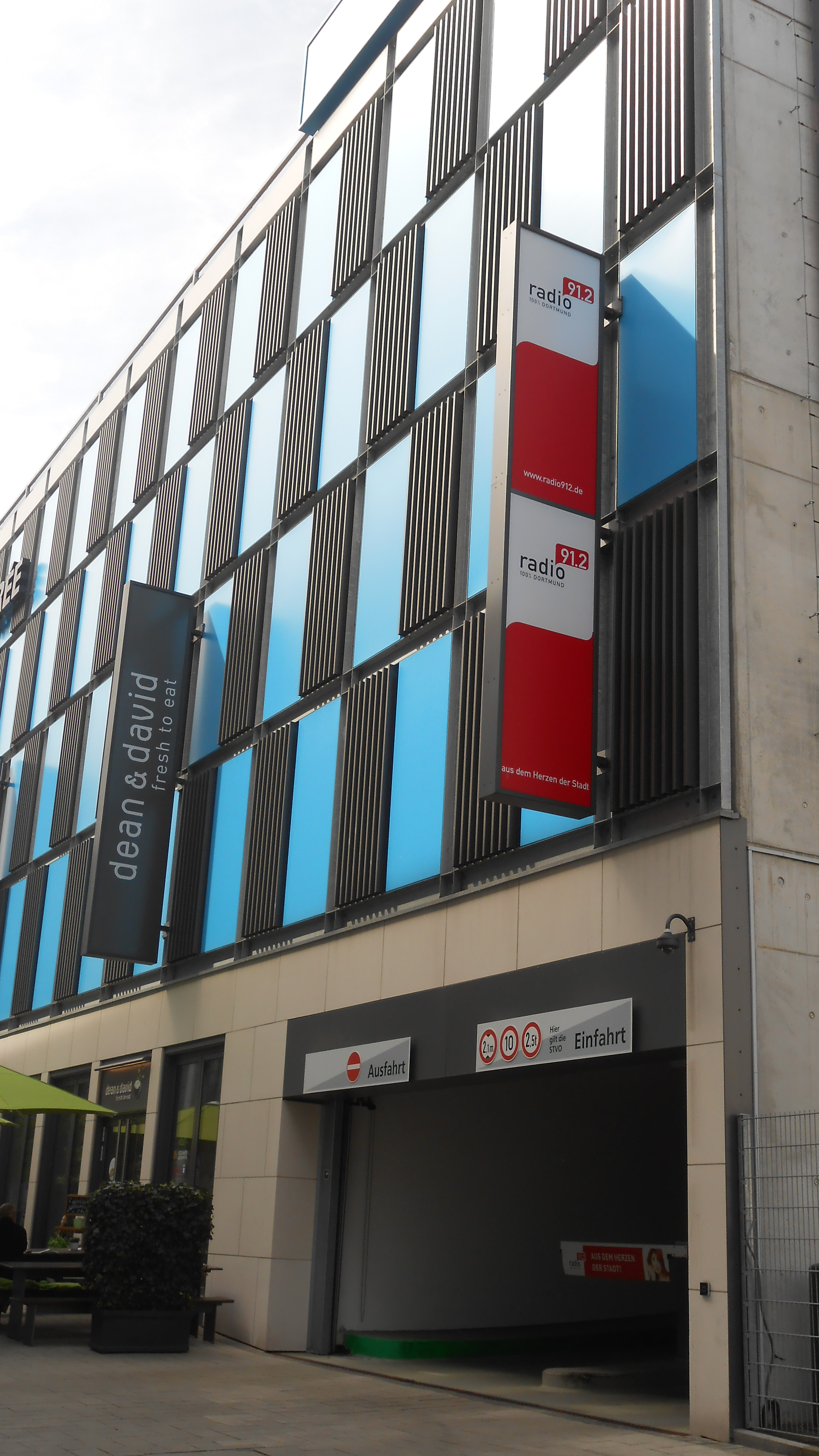
Sitz des Senders im Lensing Carrée (neben der Thier-Galerie)

Radio 91.2 sendet unter der Woche täglich rund zwölf Stunden Lokalprogramm. Dazu gehört die Morgensendung „Guten Morgen Dortmund“, die zwischen 6 und 10 Uhr gesendet wird, die Tagessendung von 10 bis 14 Uhr die in „Dortmund am Vormittag“ und „Dortmund am Mittag“ unterteilt ist, und das Nachmittagsprogramm „Dortmund am Nachmittag“, welches seinen Sendeplatz zwischen 14 und 18 Uhr findet. Am Wochenende werden rund acht Stunden in Dortmund produziert. Die Sendung „Dortmund am Samstag“ hört man von 8 bis 12 Uhr und 14 bis 18 Uhr. Die lokale Sendung „Sonntagsmodus“ ist von 9 bis 12 Uhr und „Dortmund am Sonntag“ von 14 bis 18 Uhr zu hören. Von 18-19 Uhr sendet Radio 91.2 am Sonntag die „Radio 91.2 Podcast-Show“, bei der aktuelle Episoden der hauseigenen Podcast-Produktionen thematisiert werden.
Das Restprogramm und die Nachrichten zur vollen Stunde werden vom Mantelprogrammanbieter Radio NRW übernommen. Radio 91.2 sendet stündlich einen Werbeblock von Radio NRW. Unter der Woche sendet das Lokalradio zwischen 6 und 19 Uhr immer zur halben Stunde drei- bis fünfminütige Lokalnachrichten, samstags zwischen 8 und 14 Uhr. Außerdem hört man auf Radio 91.2 während des Lokalprogramms wochentags zwischen 6 und 19 Uhr halbstündlich Stunde lokale Wetter- und Verkehrsinformationen, samstags von 8 bis 18 Uhr, sonntags von 9 bis 19 Uhr. Das Lokalradio berichtet live über die Spiele von Borussia Dortmund.
Neben dem Hauptprogramm sind derzeit (Stand: 2022) 18 weitere Spartenprogramme (z. B.: „Dein 80er Radio“, „Dein 90er Radio“, „Dein HipHop Radio“) als Webradios verfügbar. Die Redaktion von Radio 91.2 hat ihren Sitz im Lensing Carrée inmitten der Dortmunder Innenstadt, in der Silberstraße mit unmittelbarer Nähe zum Westenhellweg. Bis 2012 befand sich der Sender in der Karl-Zahn-Straße (Innenstadt-Ost).

## Aktionen
Der Sender veranstaltet verschiedene Aktionen. Dazu gehört seit 2017 der Spendenmarathon „Wir für Dortmund“, der gemeinsam mit dem Lions Club Dortmund-Tremonia organisiert wird. Dessen Erlös kommt Projekten und Initiativen aus Dortmund zugute. Der Sender veranstaltet auch Spendenaktionen, bei der für die Aktion Lichtblicke gesammelt wird. In Kooperation mit der Polizei Dortmund initiierte der Lokalsender eine Plakatkampagne „Vorsicht – Unsere Kids haben keinen Airbag“. Weitere Aktionen sind der „Freitanken Freitag“ sowie Übertragungen aus den Stadtteilen. Dazu kommen Veranstaltungen mit Bands und Musikern, beispielsweise zum Stadtfest „DortBUNT“.

## Empfang und Reichweite
Radio 91.2 deckt mit seiner Frequenz 91,2 MHz das gesamte Stadtgebiet von Dortmund ab. Senderstandort ist der Florianturm in Dortmund, von dem mit einer Sendeleistung von 200 Watt ERP gesendet wird. Das Programm ist auch im Umland (Kreis Unna, Kreis Recklinghausen, Hagen, Bochum, Essen und in Hamm) empfangbar. Das Programm wird zudem in das Dortmunder Kabelnetz auf der Frequenz 92,15 MHz eingespeist. Das Programm wird auch als Simulcast über einen Internet-Livestream, sowie über die Radio 91.2-App ausgestrahlt.
Der Lokalsender erreicht laut E.M.A. NRW 2023 I täglich mehr als 220.000 Menschen in Dortmund. Mit diesen Marktanteilen übertraf der Lokalsender auf Dortmunder Stadtgebiet seine größten Konkurrenten 1 Live und WDR 2.

## Sendestrecken
Montags bis Freitags
- 00 bis 06 Uhr – Die Nacht
- 06 bis 10 Uhr – Guten Morgen Dortmund
- 10 bis 14 Uhr – Dortmund am Vormittag (bzw. ab 12 Uhr: „Dortmund am Mittag“)
- 14 bis 18 Uhr – Dortmund am Nachmittag
- 18 bis 20 Uhr – Am Abend
- 20 bis 00 Uhr – Die Nacht

Samstags
- 00 bis 06 Uhr – Die Nacht
- 06 bis 08 Uhr – Am Wochenende
- 08 bis 12 Uhr – Dortmund am Samstag
- 12 bis 14 Uhr – Am Wochenende
- 14 bis 18 Uhr – Dortmund am Samstag (ggf. „BVB live“)
- 18 bis 21 Uhr – Am Wochenende
- 21 bis 00 Uhr – Die Nacht

Sonntags
- 00 bis 06 Uhr – Die Nacht
- 06 bis 08 Uhr – Am Wochenende
- 08 bis 09 Uhr – Himmel und Erde (Kirchenmagazin)[15]
- 09 bis 12 Uhr – Sonntagsmodus
- 12 bis 14 Uhr – Am Wochenende
- 14 bis 18 Uhr – Dortmund am Sonntag (ggf. „BVB live“)
- 18 bis 19 Uhr – Podcast-Show
- 19 bis 21 Uhr – Am Wochenende
- 21 bis 00 Uhr – Die Nacht

## Unternehmen
Das Unternehmen ist, wie alle NRW-Lokalradios, nach dem sogenannten Zwei-Säulen-Modell aufgebaut. Diese beiden Säulen sind zum einen die Veranstaltergemeinschaft lokaler Rundfunk Dortmund e. V. (VG), sowie die Lokalfunk Dortmund Betriebsgesellschaft mbH & Co. KG (BG). Die VG ist verantwortlich für den Inhalt des Programms, für die Einstellung des Chefredakteurs und der Redaktion. Sie setzt sich zusammen aus Vertretern gesellschaftlich relevanter Gruppen des Verbreitungsgebietes. Die VG-Mitglieder arbeiten ehrenamtlich als eingetragener Verein. Vorsitzender ist der Rechtsanwalt und Geschäftsführer des Handelsverband Nordrhein-Westfalen – Westfalen-Münsterland, Thomas Schäfer. Die BG ist verantwortlich für Bereitstellung der Technik und die Finanzierung. Sie darf auf den Programminhalt keinen Einfluss nehmen. Die Betriebsgesellschaft verkauft lokale Werbezeiten sowie Sponsorings im Programm.
An der Betriebsgesellschaft des Senders sind die Ruhr Nachrichten mit 39,6 Prozent, die Funke Mediengruppe mit 35,4 Prozent und die Dortmunder Stadtwerke mit 25 Prozent beteiligt.
Der Sender gehört zum audiowest-Verbund. Auch die Sender Antenne Unna und Radio Vest werden in Service- und Vermarktungsaufgaben von der audiowest media GmbH in Dortmund betreut.

## Bürgerfunk
Radio 91.2 lässt auf seinen Frequenzen gemäß den gesetzlichen Bestimmungen für Lokalradios in NRW Bürgerfunk ausstrahlen. Dieser wird von Hörern gestaltet, die eigenverantwortlich in Gruppen produzieren. Den Bürgerfunk kann man ggf. abends von 20 bis 21 Uhr hören (sonntags von 19 bis 20 Uhr). Eine Sendung aus dem Bürgerfunk in Dortmund ist Radio Tief im Westen.